# 井上公園 (山口市)
井上公園（いのうえこうえん）は、山口県山口市湯田温泉の温泉街に位置する都市公園（歴史公園）。旧称は高田公園。

## 概要
井上馨旧宅跡、その離れに三条実美が一時滞在のため離れとして増築された「何遠亭」があったことから井上公園と呼ばれている。何遠亭は、復元され、2015年から一般公開されている。何遠亭跡の石碑もある。幕末の七卿落ち（八月十八日の政変）で京都から追放された三条実美が一時滞留した場所である。公園内に「七卿の碑」、「井上馨銅像」、「所郁太郎顕彰碑」などがある。
近隣住人、観光客の憩いの場所であり、湯田温泉駅から温泉街に向かう道に面して、温泉街エリアの入り口に位置する。
公園内には湯田温泉神社の小さな社がある。防府市出身の俳人種田山頭火の句碑や湯田出身の詩人中原中也の詩碑などがあり、中也の有名な作品が刻まれている。
足湯などもあり、無料で利用できる。また、滑り台などの遊具も充実している。